# Posidoniaceae
Las posidoniáceas (nombre científico Posidoniaceae) son una familia de plantas marinas extendidas por el mar Mediterráneo y en la costa sur de Australia. La familia es reconocida por sistemas de clasificación modernos como el sistema de clasificación APG III del 2009 y el APWeb (2001 en adelante). Pertenece al orden Alismatales y posee un único género, Posidonia, con 9 especies. Junto con algunas familias emparentadas forman lo que se conoce como "pastos marinos". Esta familia se reconoce por su rizoma monopodial y sus inflorescencias racimosas ramificadas.

## Descripción
Introducción teórica en Terminología descriptiva de las plantas
Hierbas perennes, rizomatosas, acuáticas, sumergidas, marinas. Poseen aspecto de pastos (son "pastos marinos").
Hojas con forma de cinta, dísticas. 
Flores hermafroditas, aclamídeas, con 3 estambres y con gineceo unicarpelar. 
Inflorescencias cimosas espiciformes, provistas de brácteas foliosas. 
El fruto es una baya.

## Ecología
Distribuidas en el mar Mediterráneo y en la costa sur de Australia. La única especie endémica del Mediterráneo es Posidonia oceanica.
En mayo de 2006 se halló en las cercanías de Formentera, Islas Baleares, un ejemplar de esa especie de 8 kilómetros de largo, que es la planta más grande conocida, y el mayor ser vivo sin considerar los hongos; su ritmo de crecimiento es de 2 centímetros por año y su edad se ha estimado en 100 000 años.

## Taxonomía
Introducción teórica en Taxonomía
Véase también Filogenia
La familia fue reconocida por el APG III (2009), el Linear APG III (2009) le asignó el número de familia 40. La familia ya había sido reconocida por el APG II (2003).
La familia posee un único género, Posidonia, con 9 especies.
Etimología
El nombre de posidonia deriva de Poseidón (Ποσειδώνιος), el dios griego de los océanos y de las aguas.
Esta especie esta en peligro por culpa de la Caulerpa Taxifolia ya que es venenosa y la pudre.